# Ateuchosaurus okinavensis
Ateuchosaurus okinavensis — вид ящірок родини сцинків  (Scincidae). Поширений на островах Окінава в Японії.

## Таксономія
Цей вид спочатку був описаний як Lygosoma okinavensis у 1912 році. Голотип (CAS 21537) був зібраний з Наго на острові Окінава. У 1939 році його синонімізували з Ateuchosaurus pellopleurus, і вважалося, що A. pellopleurus sensu lato поширений на островах Рюкю. Проте молекулярне дослідження 2023 року показало, що сцинки на островах Осумі та Амамі відрізняються від сцинків у групі Окінава. Таким чином, назва A. okinavensis була відроджена для ящірок у групі Окінава, тоді як A. pellopleurus sensu stricto тепер є назвою для ящірок у групах Осумі та Амамі.

## Поширення і середовище проживання
A. okinavensis є ендеміком островів Окінава, де його можна знайти в опаді листя лісів і луків. Його можна побачити в основному вдень, хоча іноді можна побачити і вночі. Однорідний A. pellopleurus зустрічається в подібних місцях проживання в групах Осумі, Токара та Амамі, де A. okinavensis відсутній.
Рештки скелета сцинка Ateuchosaurus, ймовірно, датованого кінцем 19 століття, були знайдені на острові Йорон. Хоча спочатку він ідентифікований як A. pellopleurus, то наразі незрозуміло, чи цей зразок представляє A. pellopleurus або A. okinavensis, оскільки Йорон знаходиться за межами поточного ареалу обох видів.